# Sula nebouxii
El pájaro bobo de patas azules (Sula nebouxii ), también conocido como  piquero camanay, piquero de patas azules, o alcatraz patiazul,  es una  especie de ave Suliforme de la familia Sulidae propia del Pacífico americano. Habita las costas entre Perú y el golfo de California, además de las islas Galápagos, donde convive con su pariente, el piquero patirrojo (Sula sula). En las Galápagos fue uno de los animales meticulosamente estudiados por Charles Darwin en sus trabajos sobre la evolución de las especies.
Los adultos miden entre 76 y 84 cm de alto, y hasta 152 cm de envergadura.
El característico color azul intenso de sus patas procede de los pigmentos carotenoides que proceden de su dieta, ya que estas aves son incapaces de sintetizar los carotenoides y tienen que asimilarlos a través de la alimentación. Las patas azules que dan nombre a esta variedad de alcatraz tienen un importante papel en el apareamiento, ya que los machos exhiben sus extremidades inferiores a las hembras, en un baile de cortejo. Para alimentarse pueden sumergirse hasta un metro en el mar.

## Reproducción
Nidifican en cualquier época del año. La puesta es generalmente de un único huevo o, a veces, 2 o 3, que incuban durante 44 días. Pese a ello, el número de huevos puestos condiciona el desarrollo de las crías: cuando la hembra pone más de un huevo no es extraño ver cómo uno de ellos eclosiona antes que el otro. De este modo, con un margen de diferencia de 3 o 4 días, y como norma general, la cría mayor tenderá a atacar, instigar y expulsar del nido a la cría menor. Ésta, mucho más indefensa dado su menor tiempo de adaptación, morirá por depredación o deshidratación. Todo ello sucederá ante los ojos de la indiferente madre.
Durante la temporada de apareamiento, los machos de la especie, usan sus patas azules en un baile ritual para atraer la atención de las hembras cercanas. El macho vuela alrededor del área, de manera que marque su territorio donde actuará para las hembras. Antes de aterrizar, el macho muestra sus patas en el aire a la hembra, levantan las piernas hacia arriba y hacia abajo para mostrar sus patas. Luego, se inclinan y presentan un regalo de algún tipo. Puede ser un material para el nido o algo pequeño. Finalmente, si esto aún no es suficiente para que la hembra acepte aparearse, el macho extiende sus alas y estira el cuello hacia arriba. Esto es seguido por un silbido agudo. Si la hembra queda lo suficientemente impresionada, refleja su baile haciendo los mismos pasos con las alas extendidas y emitiendo un gemido. Las hembras eligen a los machos de su especie que tengan las patas con los colores más brillantes. Los machos son más pequeños que las hembras. Tanto las hembras como los machos, tienen patas de color azul; pero las patas de los machos de los aves masculinos poseen un color azul significativamente más brillante. Las hembras y los machos de la especie, tienen distintas llamadas de apareamiento; las hembras utilizan un silbido agudo que tiene una frecuencia constante, mientras que los machos tienen una llamada más áspera y ruidosa que varía mucho en frecuencia.
Las hembras ponen sus pocos huevos en agujeros poco profundos en el suelo. El uso de sus patas es importante en su llamada de apareamiento, pero también en la crianza de sus polluelos. En primer lugar, estas aves no tienen parches de incubación o un parche en el cuerpo para poner sobre los huevos para mantenerlos calientes. Para compensar esto, colocan sus pies encima de los huevos para mantenerlos calientes. El flujo de sangre actúa como fuente de calor. En segundo lugar, durante el mes siguiente que nacen los polluelos, los sostienen con las patas. Ambos padres se preocupan por las crias. Usan sus picos para transferir peces parcialmente digeridos para alimentar a sus crías. Anidan en colonias y sus padres cuidan a las crías durante unos dos meses.

## Descripción
Tiene patas de color azul brillante y alas marrones. Las plumas en la parte principal de su cuerpo son de un color blanco prístino y su cuello tiene plumas de color gris más oscuro. Su parte trasera tiene plumas marrones y tiene un pico afilado de color gris oscuro. La piel de su cara es de un color gris azulado. Pesa alrededor de 3.5 libras y vive más o menos 17 años.
A diferencia de otras aves, respiran por los lados de la boca. Su extraña anatomía respiratoria es el resultado de una adaptación evolutiva; anteriormente tenían que cerrar las fosas nasales para bucear, por lo que este desarrollo ha sido conveniente.

## Distribución y hábitat
Los piqueros patiazules son nativos de las Islas Galápagos, donde habitan en las costas rocosas y acantilados. También se pueden encontrar en las islas cercanas de Isla de la Plata y en las costas de Ecuador y el norte del Perú (Tumbes). También se encuentran en ciertas islas del Golfo de California en México.
Viven en grandes colonias de anidación en terrenos rocosos a lo largo del océano. Los polluelos regresan a estos mismos sitios y así se repite el ciclo de reproducción.

## Comportamiento y alimentación

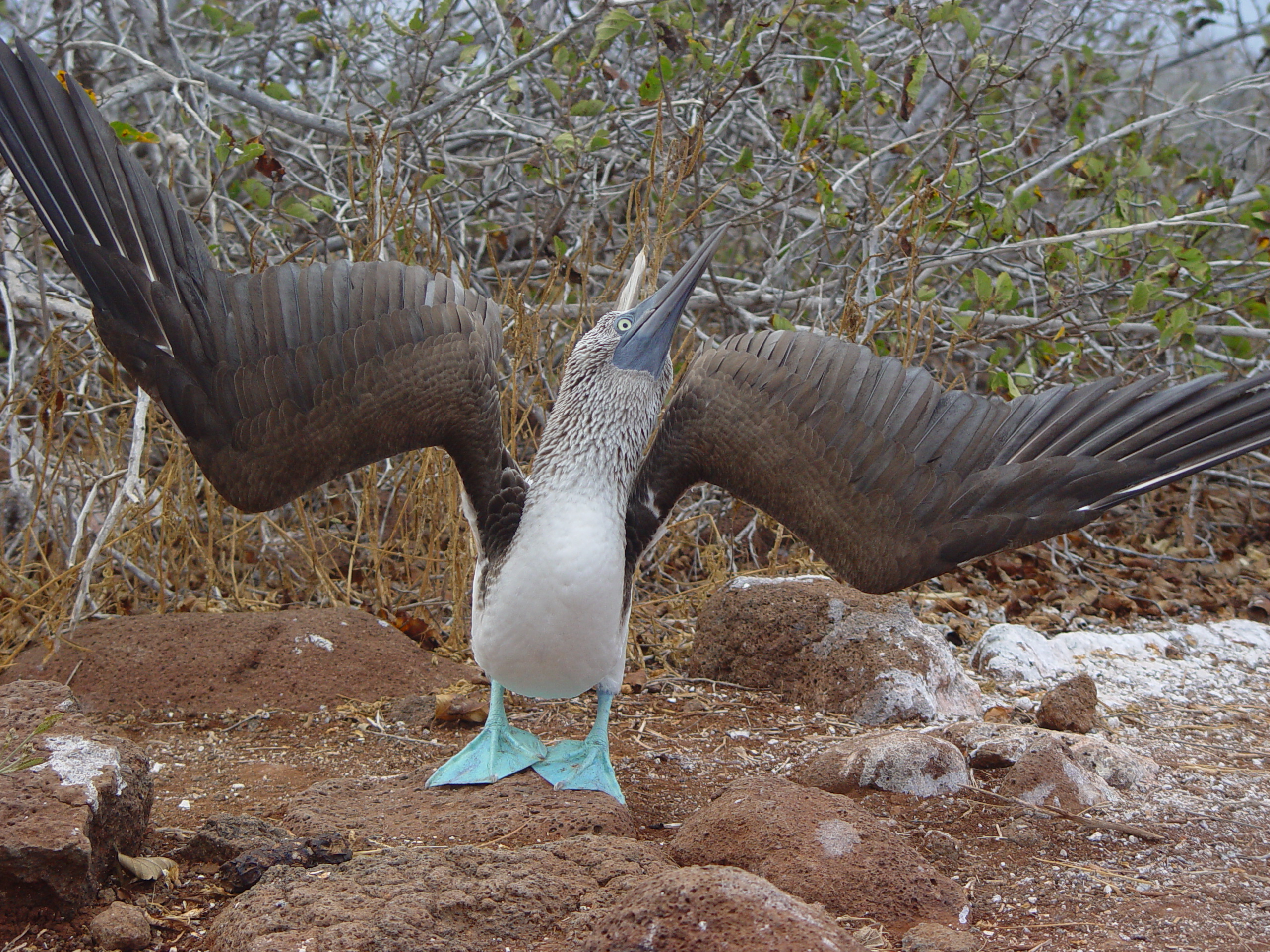
Un ejemplar con las alas abiertas.

Los estudios han encontrado que los piqueros de patas azules son aves marinas resistentes, como se ve especialmente en la forma en que los padres cuidan a sus crías. Los estudios a largo plazo de las colonias de anidación, han descubierto que cuando los polluelos muestran que necesitan más alimento, los padres se adaptan fácilmente al pasar más tiempo en el mar capturando peces que en el nido. El medio ambiente de las aves puede cambiar rápidamente, y a menudo cambia, por lo que se ha descubierto que su adaptabilidad ha contribuido mucho a su supervivencia a largo plazo; su capacidad para adaptarse rápida y eficazmente a las necesidades de su descendencia, aumenta enormemente el éxito reproductivo. Se alimentan principalmente de caballa, anchoas y sardinas. Se ha comprobado que una dieta de sardinas contribuye a la máxima prosperidad de las aves. La presión del buceo es intensa, por lo que tienen sacos de aire en la cabeza para aliviar la presión.

## Amenazas y conservación
Las aves son bastante numerosas en su sitio de origen, por lo que están catalogadas como especie bajo preocupación menor. Sin embargo, las aves necesitan comer las mismas especies de peces para prosperar, especialmente las sardinas. Una disminución en la población de sardinas, que a menudo se debe a la sobrepesca, disminuye significativamente su conteo de población; esto ocurrió con la población de aves en las Islas Galápagos.

## Galería

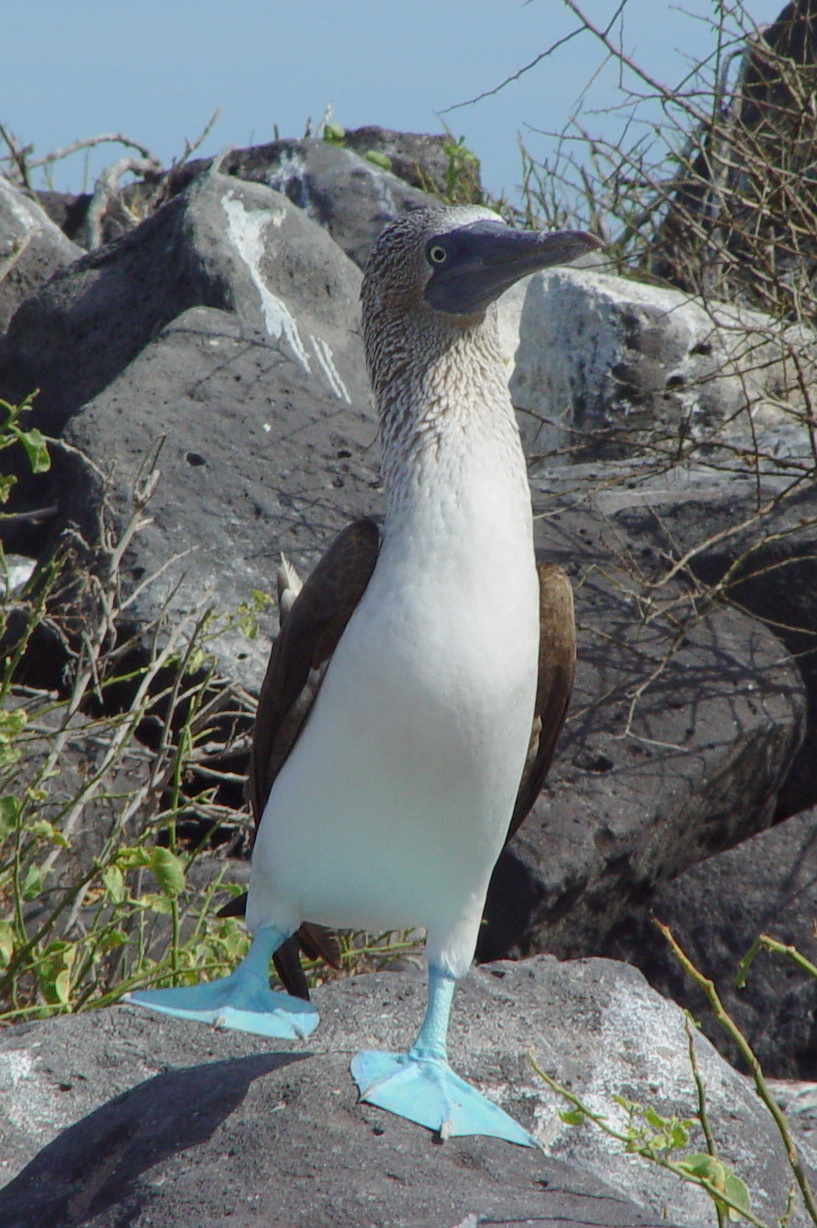
Parado en una sola pata
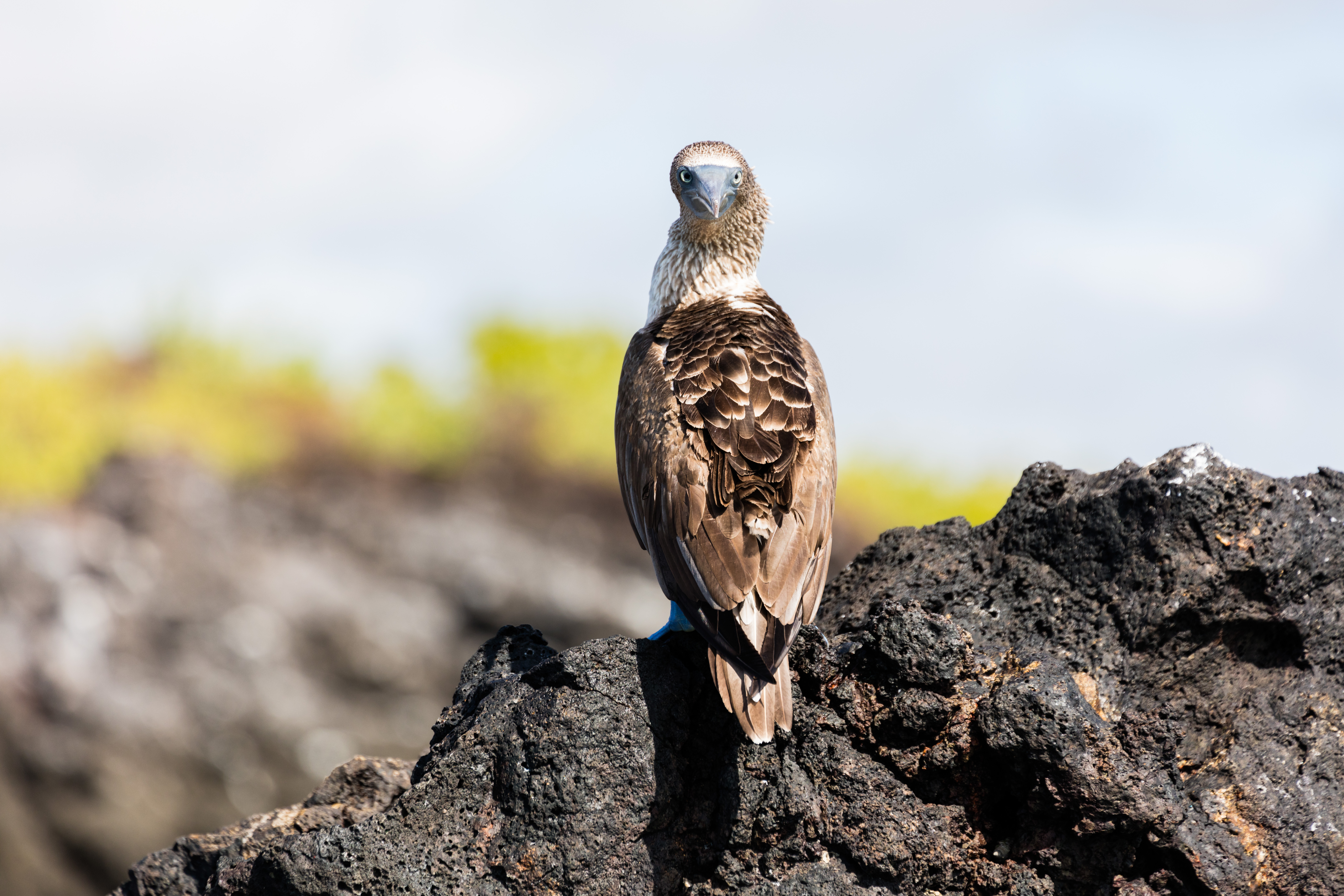
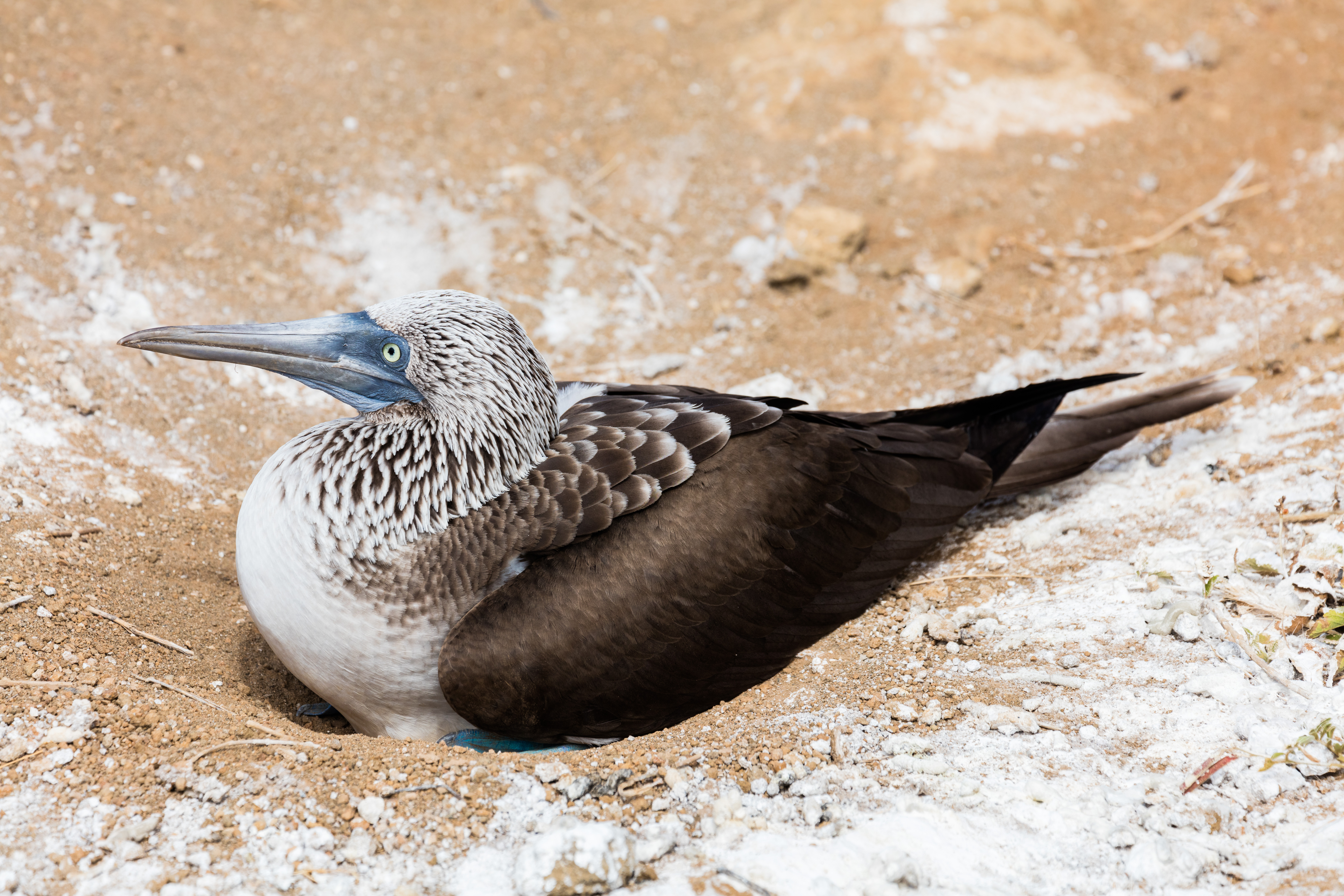
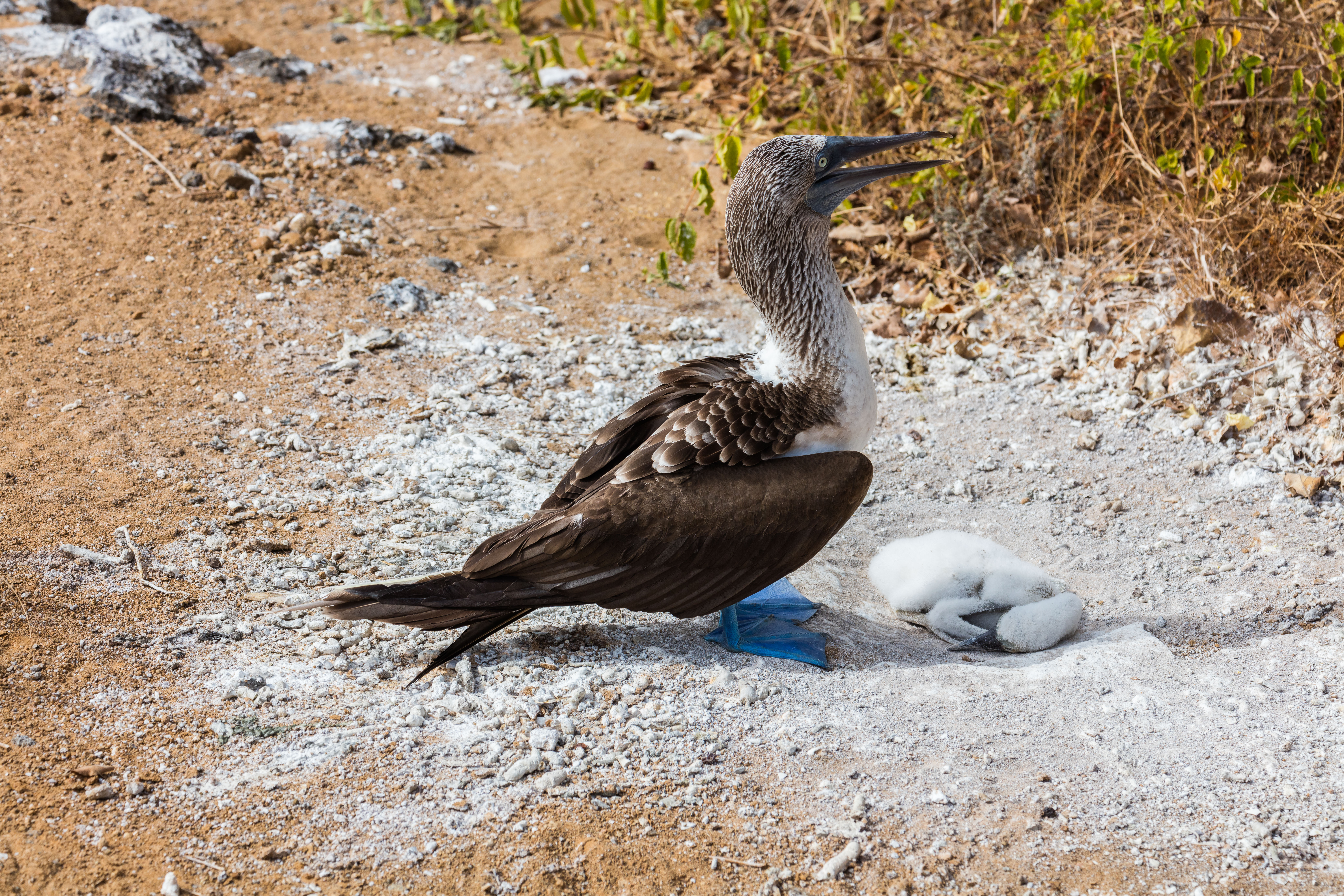
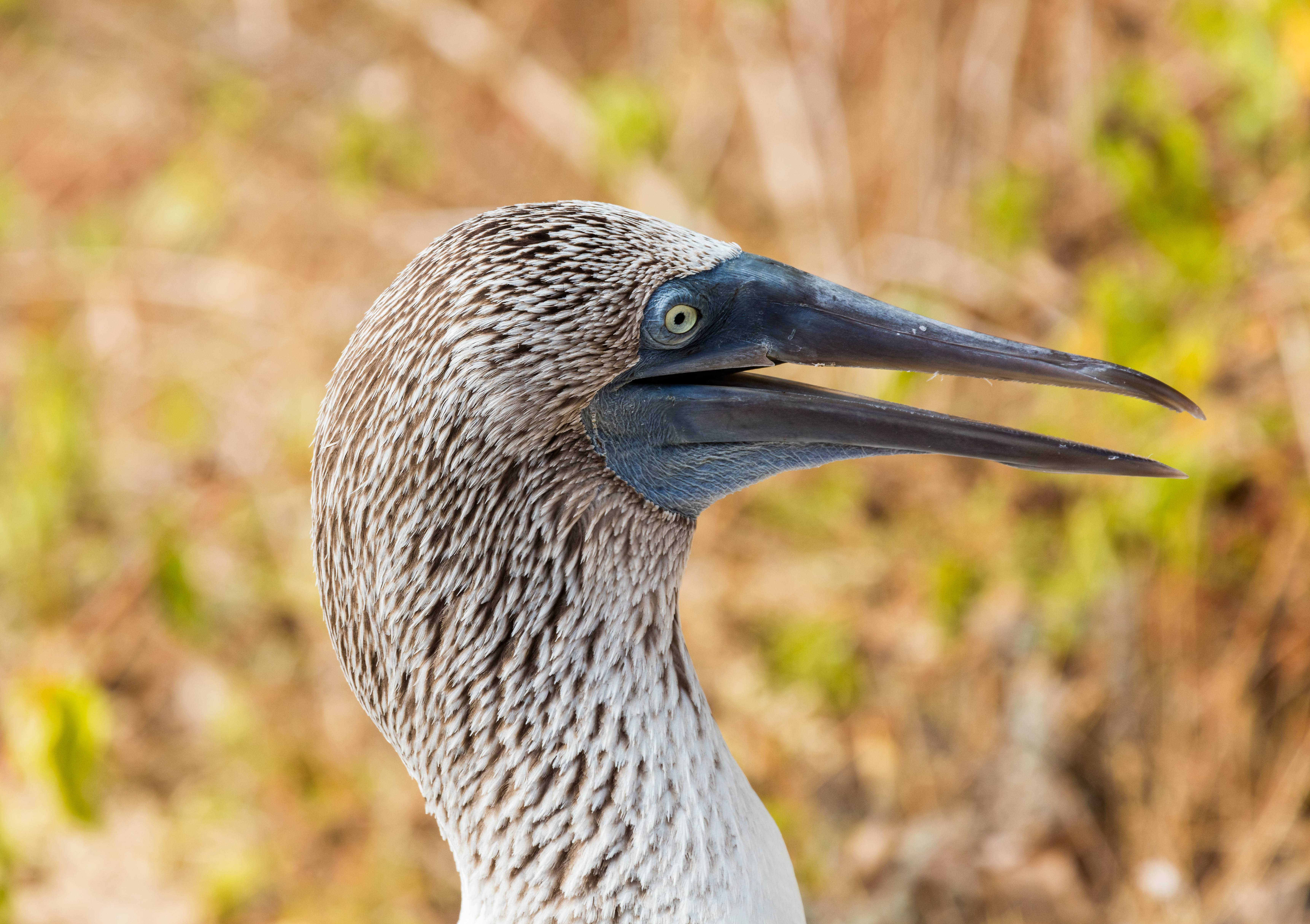
Cabeza de un piquero patiazul
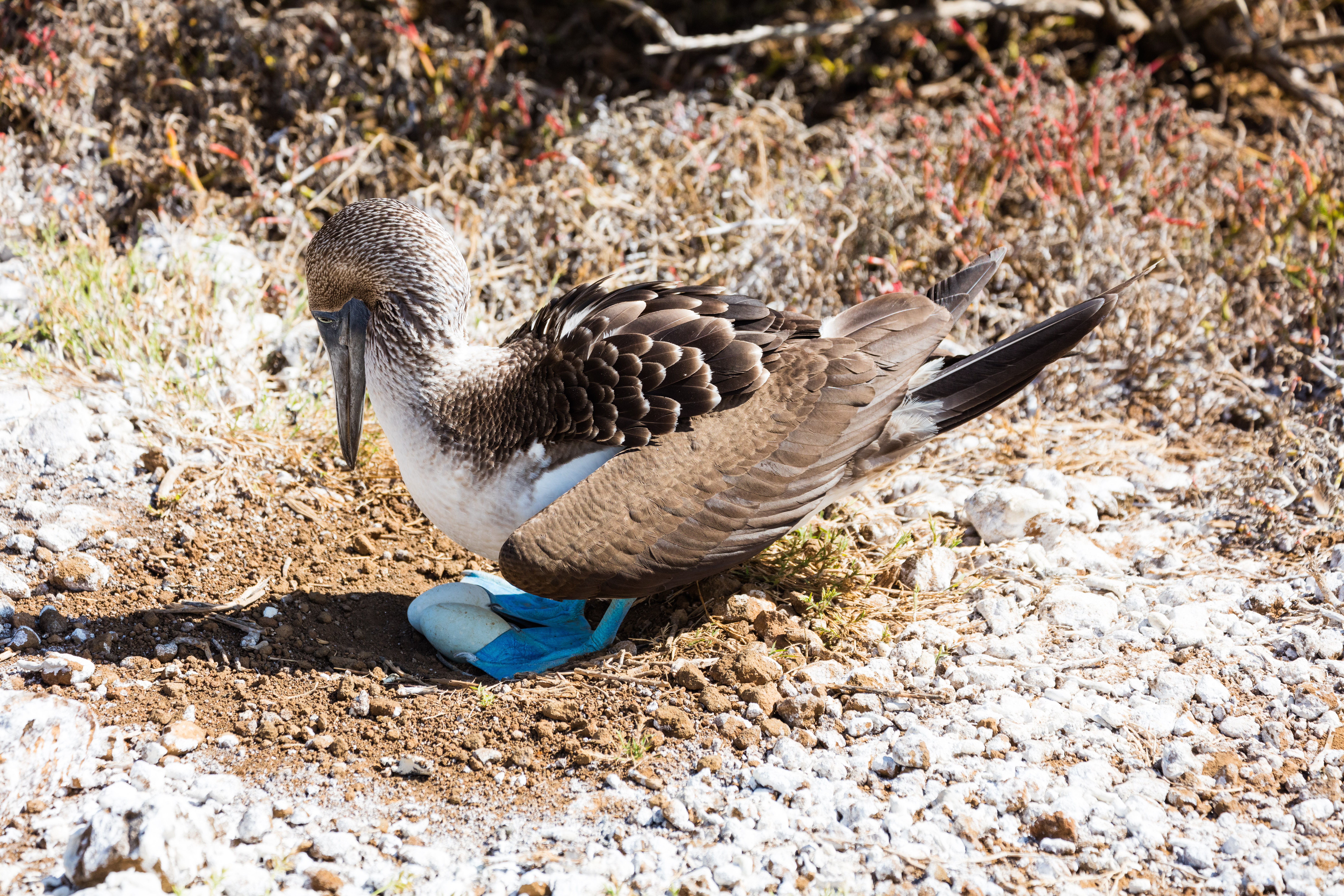
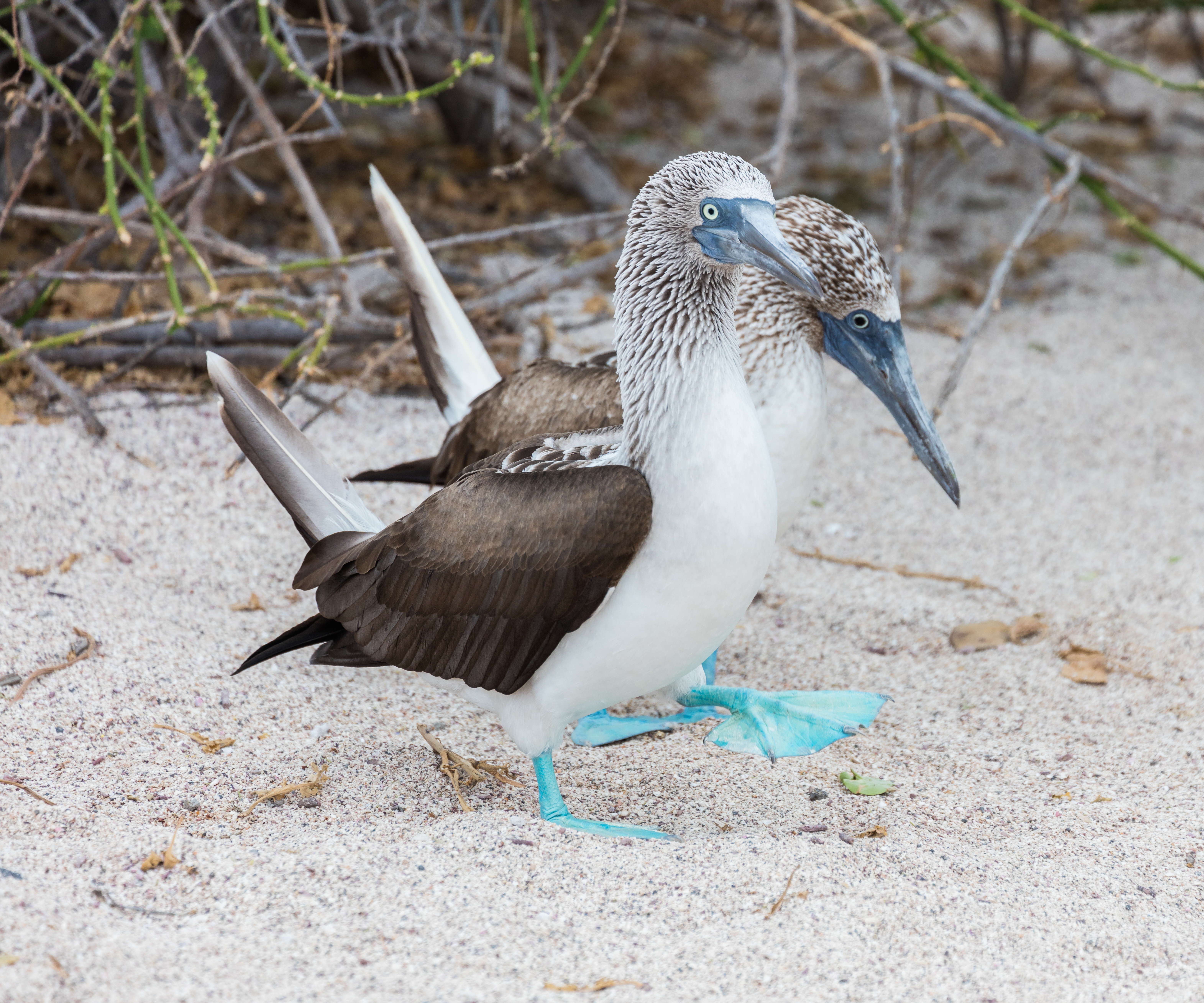
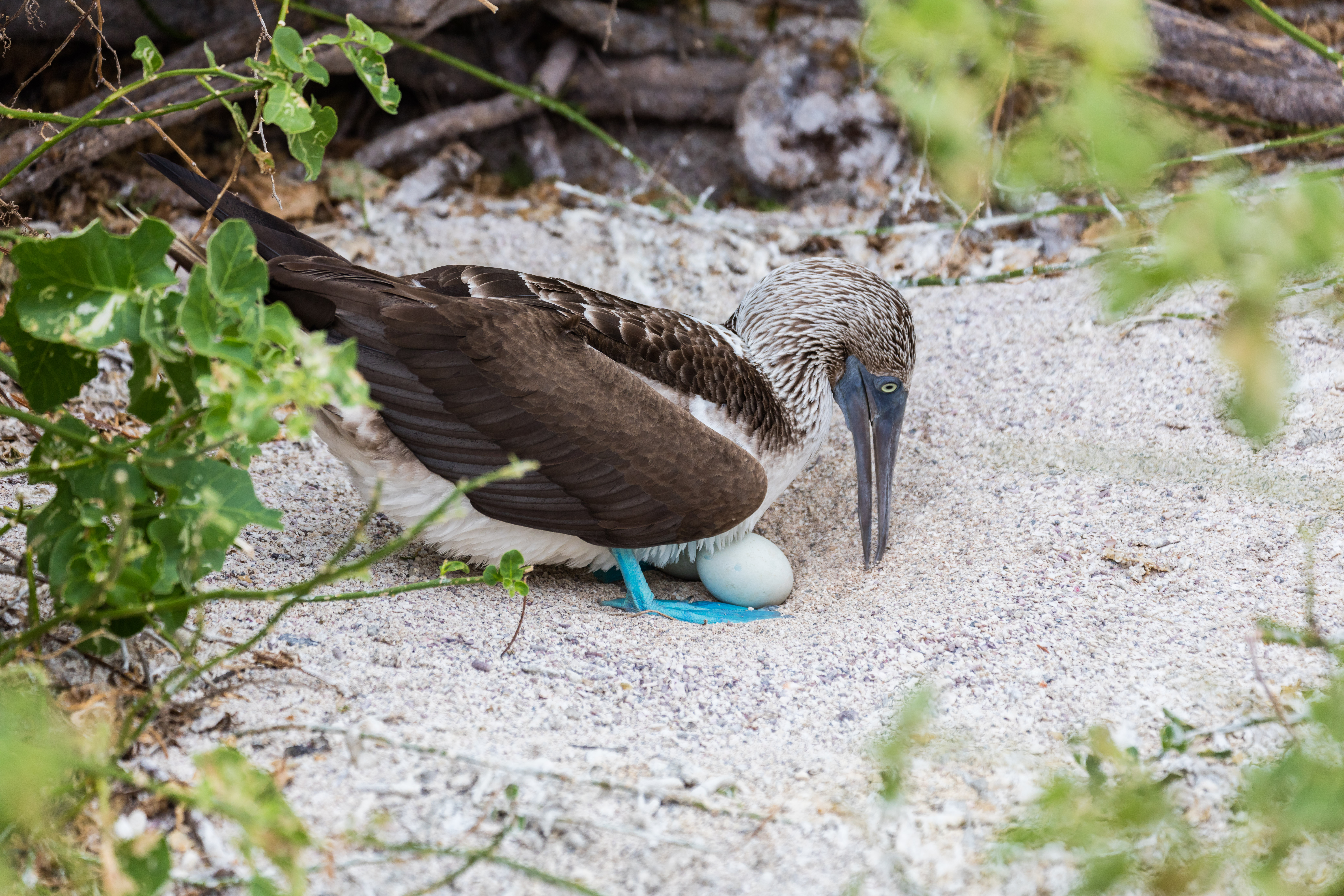
Piquero patiazul incubando
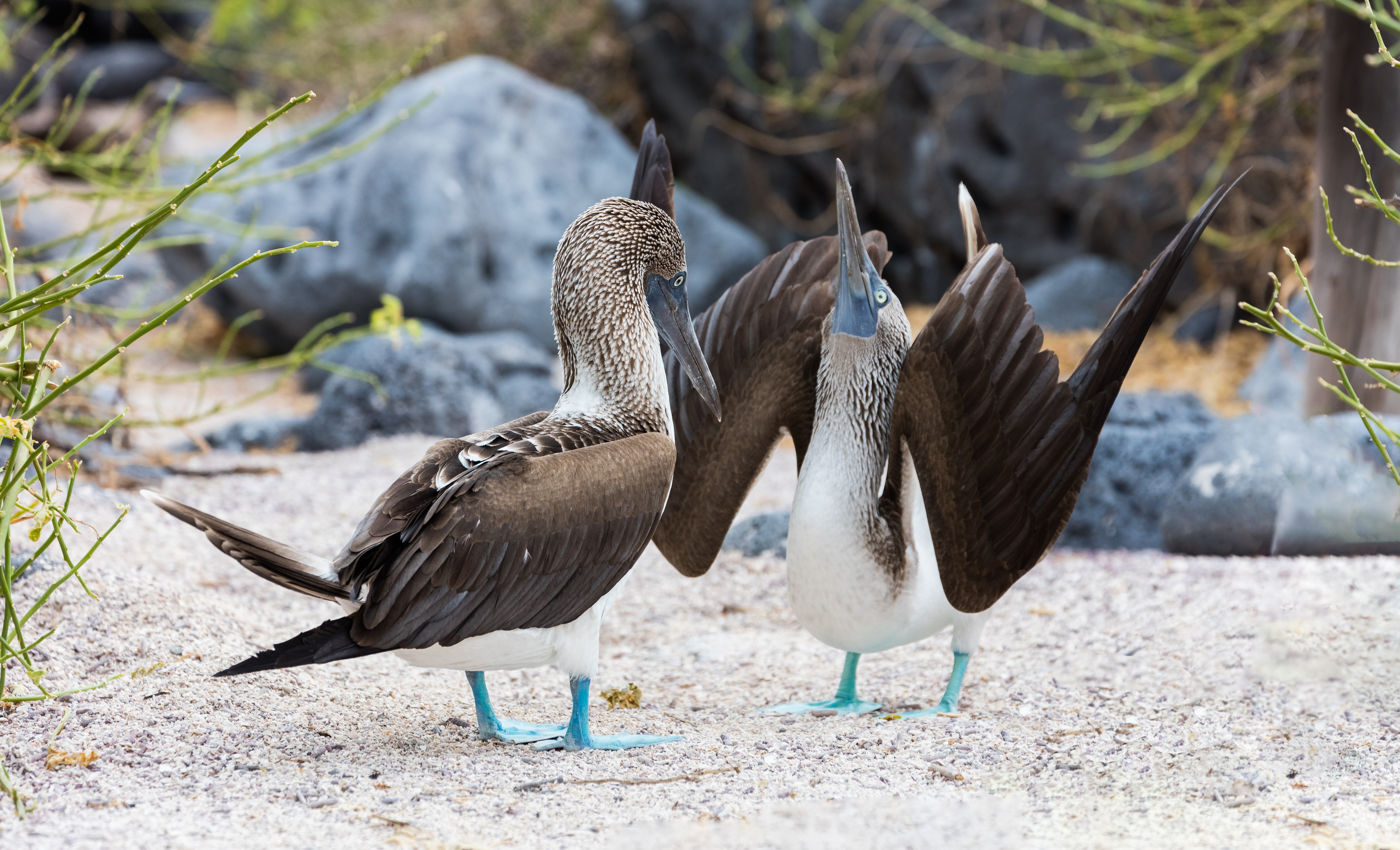
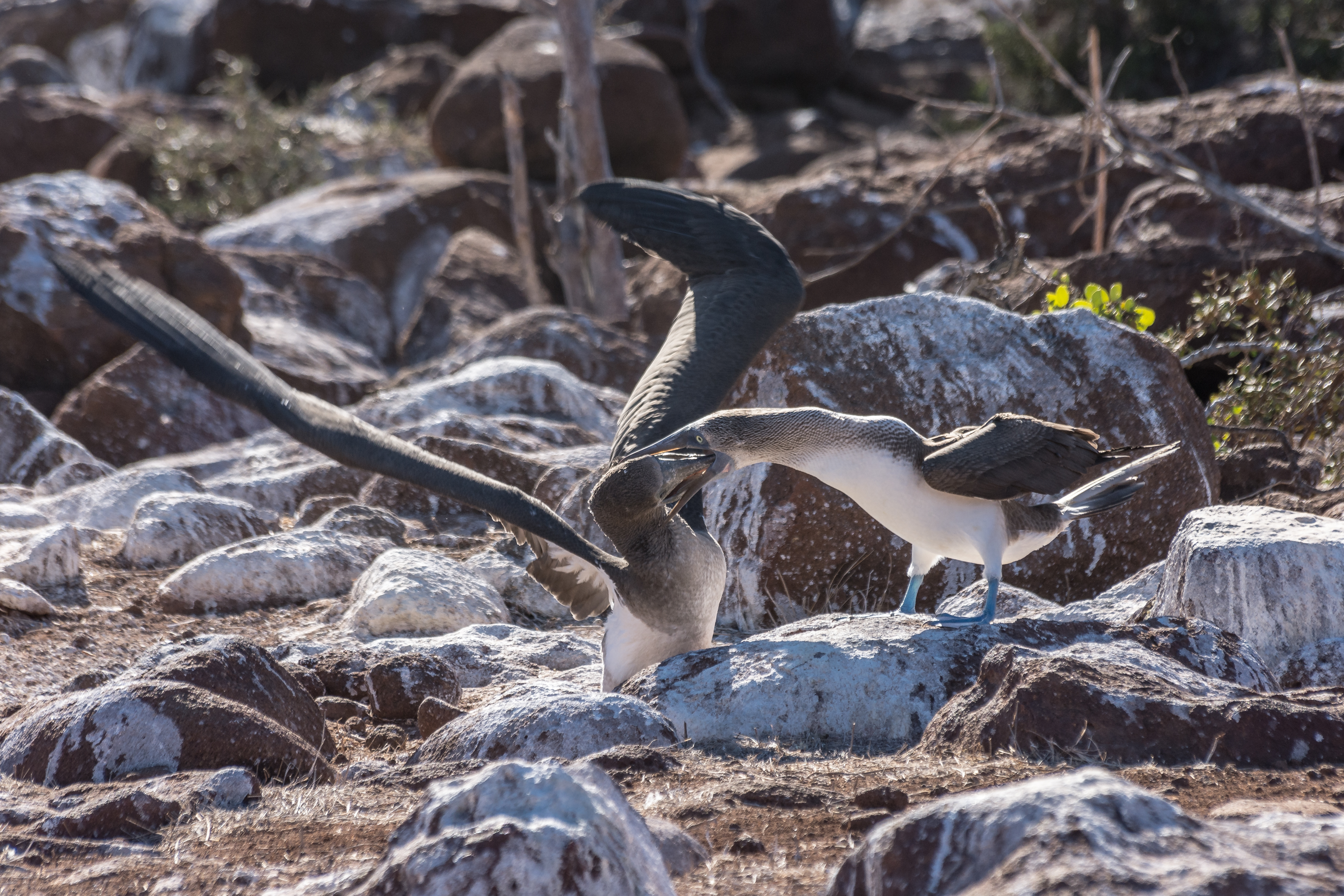
Adulto alimentando a un joven
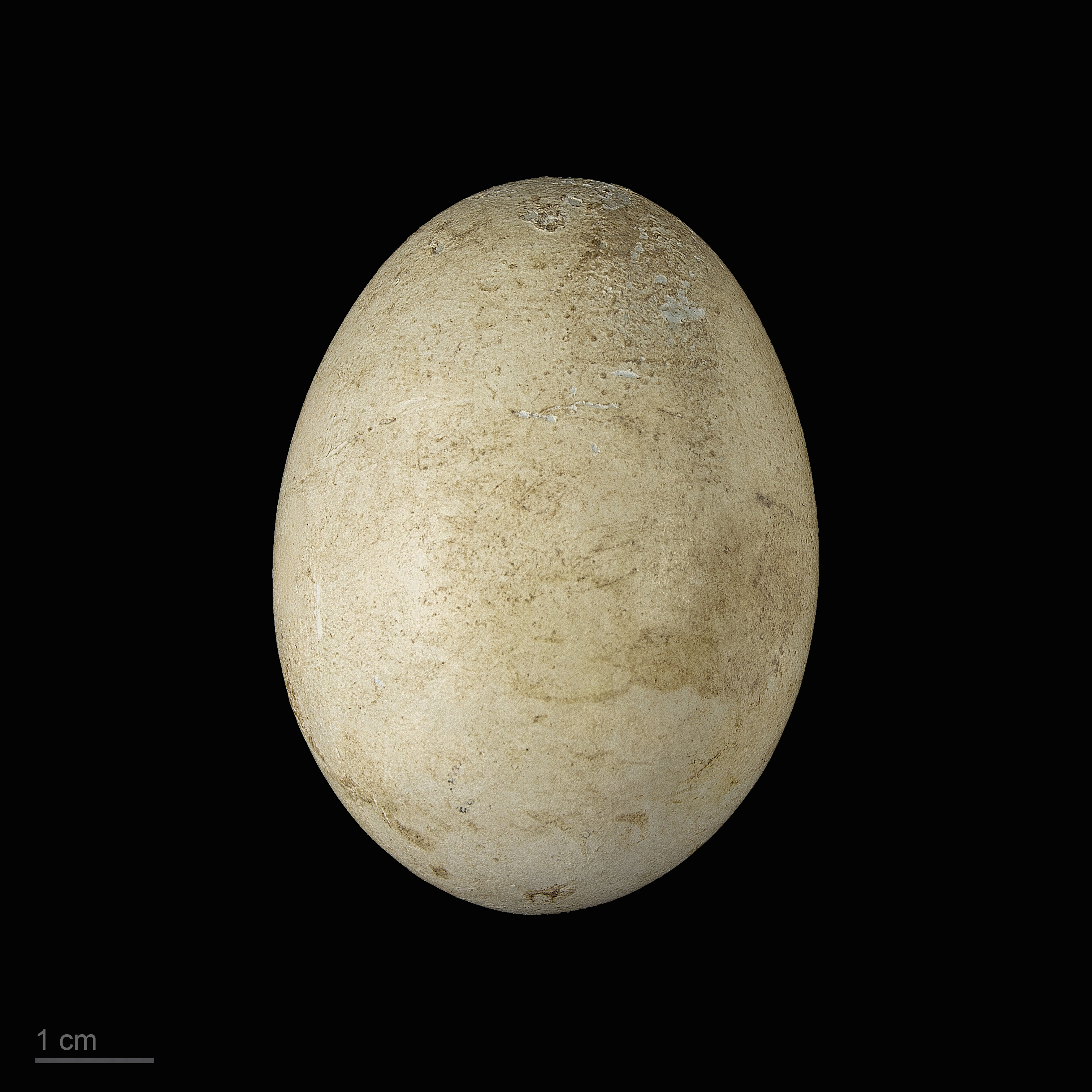
Sula nebouxii - MHNT